# Eiersalat

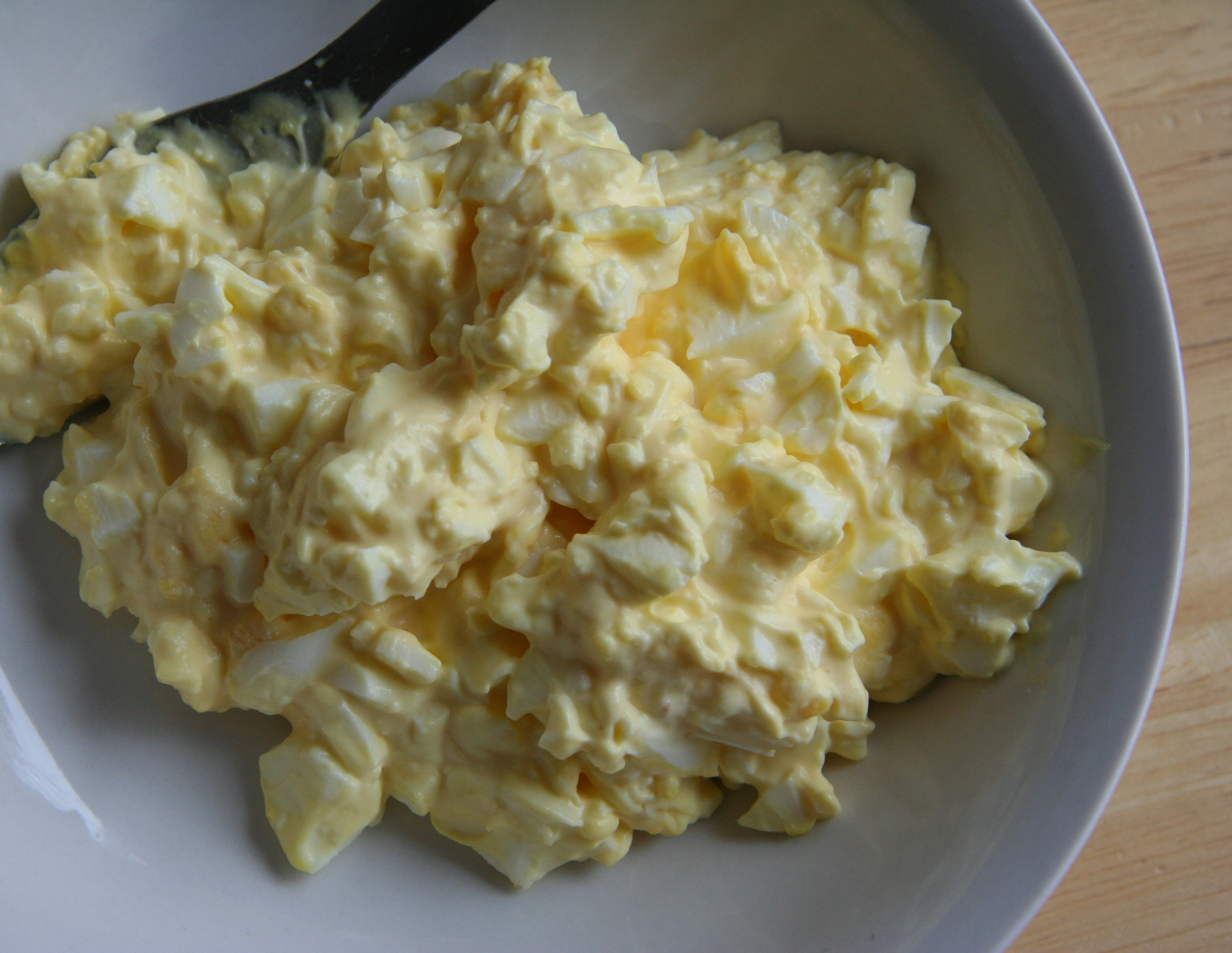
Amerikanischer Eiersalat

Eiersalat ist ein Salatgericht. Er besteht aus hartgekochten, zerkleinerten Eiern, die zusammen mit anderen Zutaten in einer Mayonnaise- oder Joghurtsauce vermengt werden. Typische Gewürze sind Speisesalz, Pfeffer, Cayennepfeffer, Zitronensaft und Senf.

## Varianten
- Englische Art – mit Sardellen und Gewürzgurken in Gloucestersauce[1]
- Kopenhagener Art – mit Erbsen, Krabben und Räucherlachs in Chantillysauce[1]
- Provenzalische Art – mit Tomaten, Grünen Bohnen, Zwiebeln, Gewürzgurken, Sardellen und Kapern in Aiolisauce mit Kräutern[1]

## Einzelbelege
1. 1 2 3  Kalte Küche, Autorenkollektiv, Leipzig 1987